# Эстерхази, Пал
Князь Пал I Эстерхази (нем. Paul Fürst Esterházy von Galantha; венг. galánthai herceg Esterházy Pál; 8 сентября 1635 — 26 марта 1713) — первый князь из рода Эстерхази (1687), палатин Венгрии (с 1681), имперский фельдмаршал. Принимал активное участие в борьбе против турок во время Четвёртой австро-турецкой войны (1663—1664) и Великой турецкой войны (1662—1669). На досуге сочинял стихи и музыку.

## Биография
Родился в родовом замке в семье графа Николая Эстерхази и его второй жены, баронессы Криштины Найара.
Павел воспитывался в глубоко религиозном духе и учился в иезуитских институтах в Граце и Нагишомбате. В раннем возрасте он обнаружил литературные таланты.
Владислав, старший брат Пала и наследник семейного состояния, был убит 16 августа 1652 года в сражении против турок при Везекее. После этого в возрасте 17 лет Павел стал главой клана Эстерхази из Галанты.
Князь Пал был известен беззаветной верностью императору, что выгодно отличало его от других венгерских магнатов. Он не принимал участия ни в заговоре магнатов 1670 года, ни в мятеже Ракоци. За свою лояльность был обласкан Габсбургами.

## Семья
Пал был женат дважды. Впервые он женился на своей племяннице, графине Урсуле Эстерхази, дочери его брата графа Иштвана и его жены графини Эршебе́т Туржо, 7 февраля 1652 года в Айзенштадте. Этот брак, в частности, был заключён для того, чтобы предупредить раздел собственности семьи Эстерхази. Пал с Урсулой имели девятнадцать детей:
- Миклош Анталь Эстерхази (1655—1695);
- Пал Эстерхази (1657—1664);
- Каталина Эстерхази (1659—1664);
- Иштван Йозеф Эстерхази (1660—1669);
- Ласло Игнац Эстерхази (1662—1689);
- Криштина Эстерхази (1663—1732);
- Элек Домокос Эстерхази (1664—1673);
- Ференц Агостон Эстерхази (1666—1673)
- Илона Эстерхази (1667—1681);
- Януш Бенедек Эстерхази (1668—1683);
- Орсоля Эстерхази (1670 — после 1696);
- Михал I (1671—1721);
- Георгий Бернат Эстерхази (1672—1672);
- Габор Эстерхази (1673—1704);
- Пауль Эстерхази (1675—1683);
- Анна Юлия Эстерхази (1676—1700);
- Имре Эстергази (1677—1677);
- Анна Терезия Эстерхази (1679 — после 1692)
- Адам Эстерхази (1680—1720).

После смерти первой жены Пал женился на Еве, дочери графа Иштвана Текели и Марии Гилаффи. Пал и Ева имели следующих детей:
- Иштван Эстерхази (1683—1683);
- Мария Терезия Анна Эстерхази (1684—1755);
- Каталина Роза Эстергази (1685—1686);
- Францишка Йозефа Эстерхази (1686—1688);
- Йозеф I (1688—1721)
- Тамаш Игнац Эстергази (1689—1689);
- Зигмунд Лепота Эстерхази (1692—1693).

Пал умер 26 марта 1713 года в айзенштадтском замке, который основательно перестроил. Ему наследовали сыновья Михал и Йозеф (от первого и второго браков); до 1721 году они владели землями княжеской ветви рода совместно. После смерти Йозефа все владения Эстерхази унаследовали его сыновья — сначала Пал Антал, потом Миклош Иосиф.

## Награды
- Кавалер ордена Золотого руна (1681).